# Signy Coleman
Signy Coleman (* 4. Juli 1960 in Ross, Kalifornien) ist eine US-amerikanische Schauspielerin.

## Karriere
Sie gab ihr Fernsehdebüt 1984 in der Krimi-Serie Mike Hammer. Von 1988 bis 1989 spielte sie die Celeste DiNapoli in der US-amerikanischen Seifenoper California Clan. Nach einigen Gastauftritten in Serien wie Jake und McCabe – Durch dick und dünn, Matlock und Flash – Der Rote Blitz stieg Coleman schließlich 1993 in der Seifenoper Schatten der Leidenschaft ein. Dort spielte sie die Rolle der Hope Wilson bis 1997 und erneut von 2000 bis 2002. Im Jahr 2008 kehrt sie für einige Episoden als Hope zurück, um ihren Serientod darzustellen. In den Jahren 1997 und 1999 spielte sie ebenfalls in der Mysteryserie Akte X – Die unheimlichen Fälle des FBI die Rolle der Suzanne Modeski, in die sich Byers, von der Verschwörungstheoretiker Truppe die einsamen Schützen verliebt.
Sie wurde für ihre Rolle in Schatten der Leidenschaft 1994 für einen Emmy Nominiert. 1995 gewann sie den Soap Opera Digest Award.
Signy Coleman war von 1989 bis 1992 mit dem Schauspieler Vincent Irizarry verheiratet. Das Paar hat eine 1990 geborene Tochter. Seit 1999 ist sie mit Thomas Nolan verheiratet, mit dem sie eine Tochter hat.

## Filmografie (Auswahl, Fernsehserien)
- 1984: Mike Hammer (1 Folge)
- 1985: Knight Rider (1 Folge)
- 1987: Dallas (1 Folge)
- 1987–1989: Jake und McCabe – Durch dick und dünn (Jake and the Fatman, 4 Folgen)
- 1988: Ohara (1 Folge)
- 1988–1989: California Clan (Santa Barbara, 105 Folgen)
- 1990: Matlock (1 Folge)
- 1991: Flash – Der rote Blitz (The Flash, 1 Folge)
- 1992: Die Verschwörer (Dark Justice, 1 Folge)
- 1993: Palm Beach-Duo (Silk Stalkings, 1 Folge)
- 1993–2012: Schatten der Leidenschaft (The Young and the Restless, 129 Folgen)
- 1994: Viper (1 Folge)
- 1997: Diagnose: Mord (Diagnosis Murder, 1 Folge)
- 1997: Blade Runner (Videospiel, Stimme)
- 1997–1999: Akte X: Die unheimlichen Fälle des FBI (The X Files, 2 Folgen)
- 1998: Chicago Hope: Endstation Hoffnung (Chicago Hope, 1 Folge)
- 1998: Players (1 Folge)
- 1998–2003: Springfield Story (The Guiding Light, 21 Folgen)
- 2003: Law & Order: Special Victims Unit (1 Folge)
- 2006: Criminal Intent – Verbrechen im Visier (Law & Order: Criminal Intent, 1 Folge)